# Carabina Winchester
La carabina Winchester è un tipo di fucile a ripetizione manuale con azionamento a leva di fabbricazione statunitense, prodotto dal 1873 dalla Winchester Repeating Arms Company prima e dalla U.S. Repeating Arms Company poi, divenuta molto famosa nel far west e nei film western.

## Storia

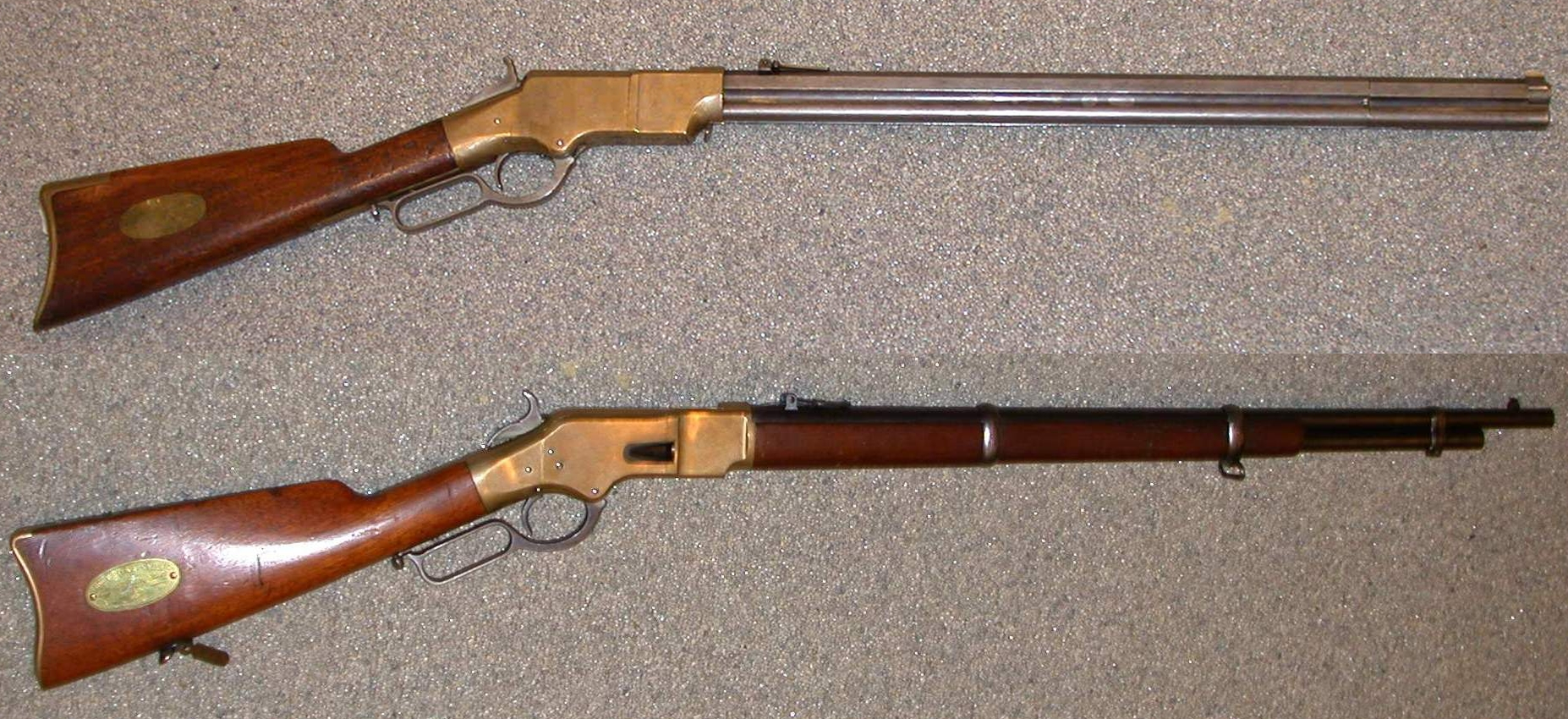
Fucile Henry e Winchester mod. 1866 "Yellow boy"

Il suo progetto, studiato dal famoso costruttore d'armi Oliver Winchester, risale alla metà del XIX secolo e fu ispirato dal similare Fucile a leva Henry che però presentava alcuni inconvenienti tecnici, risolti grazie all'adozione di un guardamano in legno, all'abolizione della fessura del serbatoio, all'adozione di una finestrella di caricamento sul lato destro del fucile e all'adozione di cartucce a percussione centrale. Quest'ultima modifica sortì anche l'effetto di migliorare le prestazioni dell'arma. Le cartucce calibro .44 usate nel fucile Henry, infatti, erano a percussione anulare e quindi, per loro stessa natura, piuttosto deboli. Le prime cartucce a percussione centrale usate nel Winchester furono le .44-40, nate insieme all'arma stessa, e poi adottate anche per la rivoltella Colt Single Action Army che fu, insieme all'arma in questione, una delle protagoniste della conquista dell'Ovest americano.
A partire dal 1866 in poi furono costruiti in una grande varietà di calibri, dal piccolo .22 al potente .50-110 express. I modelli più famosi furono il mod. 1866 detto "Yellow Boy" a causa del castello giallo, in ottone; i modd. 1873 e 1892, in vari calibri (ma soprattutto nel già citato .44-40), ed il mod. 1894 in calibro .30-30.
Dopo l'acquisizione della Winchester Repeating Arms Company da parte di Fabrique Nationale de Herstal, ancora oggi la produzione continua; molte sono inoltre le ditte che ancora oggi producono repliche delle carabine Winchester, tra le quali le italiane Aldo Uberti S.p.A. di Gardone Val Trompia e la ditta Armi Sport, di Azzano Mella.

## Descrizione
Si tratta di un'arma a ripetizione manuale attuata mediante un meccanismo a leva che si aziona tramite un prolungamento del ponticello del grilletto che può essere abbassato ruotandolo nel contempo in avanti e che permette prima l'espulsione del bossolo e l'armamento del cane, e poi (facendolo tornare in posizione) l'introduzione di una nuova cartuccia nella camera di scoppio e la chiusura dell'otturatore. Il caricamento avviene attraverso uno sportello a molla situato su di un lato della cartella. Le cartucce trovano alloggiamento in un serbatoio tubolare sotto la canna. Il numero di colpi varia a seconda del calibro e della lunghezza del serbatoio stesso.
Inizialmente usava cartucce a polvere nera, ma poi fu sviluppata la Winchester M1901, un modello rinforzato che usava cartucce a polvere infume calibro 10 (19,7 mm).

## Il successo
Il modello più famoso e diffuso fu il 1873; ciò che lo rese particolarmente popolare, oltre all'intrinseca validità, fu la possibilità di utilizzare le cartucce in calibro .44-40 per le quali la Colt aveva camerato il suo revolver Colt 1873 SAA. All'atto pratico, tale munizione essendo concepita per l'uso in armi corte (revolver) aveva scarse prestazioni balistiche, in particolare una gittata ridotta e una traiettoria poco tesa, e per tale motivo i militari rifiutarono sempre i fucili a ripetizione a leva, dominati com'erano dal culto della lunga gittata e della precisione a grandi distanze; ma entro i 200 metri la cartuccia .44-40 si rivelava invece ottima, e sparata nella canna da 24 pollici del Winchester 1873 dimostrò anche un'eccellente precisione intrinseca. In mani esperte il Winchester 1873 infatti poteva mettere 5 colpi in 4 pollici (10 cm) a 100 yarde (la distanza normalmente usata a caccia o in combattimento), dimostrandosi una delle armi lunghe più precise dell'epoca, alle brevi distanze. Oltre a ciò, l'arma offriva anche un volume di fuoco senza precedenti: un tiratore allenato poteva sparare 15 colpi mirati in meno di un minuto, una cosa mai vista fino ad allora. Non sorprende perciò che, malgrado l'elevato prezzo di vendita, il '73 Rifle divenne presto il favorito della Frontiera.
L'arma fu talmente popolare durante gli anni della colonizzazione dell'Ovest americano che venne soprannominata "the gun that won the West": "il fucile che conquistò il West".

## I modelli

### 1866

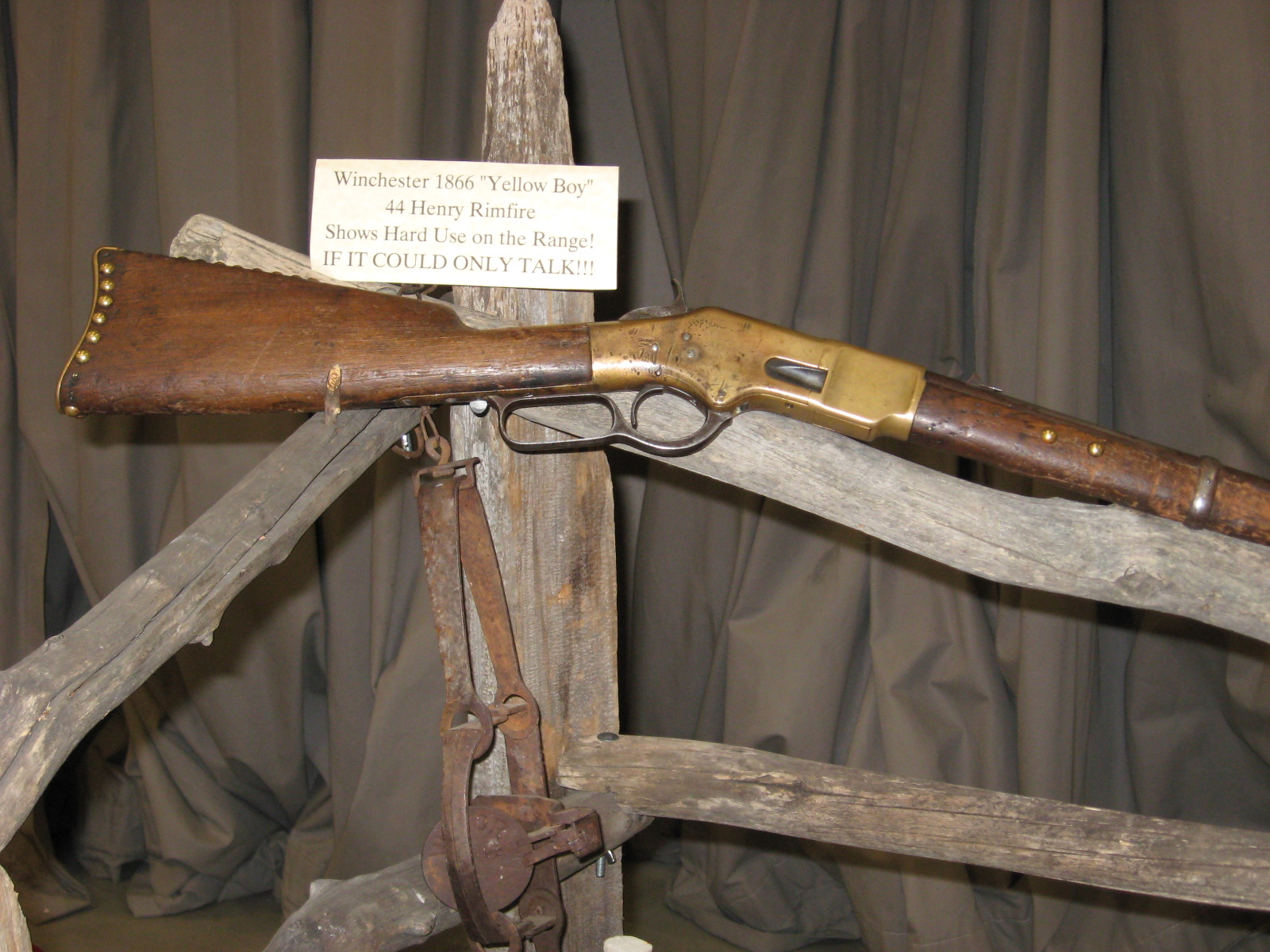
Il Winchester 1866, chiamato "Yellow Boy" a causa del castello d'ottone

Il modello 1866 deriva direttamente dalla carabina Henry, della quale Winchester aveva acquistato i diritti. 
Questo modello, se marcato Winchester, era definito mod.1860.
I tecnici della Winchester trovarono particolarmente critico il serbatoio dotato di fessura inferiore per far scorrere l'elemento che, tramite una molla, spingeva le cartucce verso l'elevatore.
Il mod.1866 pertanto, pur mantenendo la stessa architettura interna, portava per primo lo sportellino (detto "King" dal cognome del tecnico che lo mise a punto) sulla cartella destra, consentendo di utilizzare un tubo completo per il serbatoio e di applicare un sottocanna in legno.
Nel modello 1860, infatti, oltre la possibilità di ingresso di corpi estranei nel serbatoio, richiedeva di posizionare correttamente la mano debole per consentire alla leva di comando esterno dello spingicartucce di scorrere indietro senza impigliarsi su essa, senza contare che le cartucce a polvere nera in uso all'epoca scaldavano rapidamente la canna rendendo a volte doloroso reggere la carabina dopo alcuni colpi in sequenza.

### 1873
Del modello 1866 l'arma riprende la meccanica, la linea estetica e il funzionamento ma fu realizzata con alcuni accorgimenti che la resero più efficiente, affidabile e robusta. La più importante delle migliorie apportate fu la realizzazione della bascula in acciaio e non più in ottone come accadeva per il '66 (detto per il suo colore "Yellow Boy") in modo da renderla più robusta, resistente all'usura e agli urti. Venne poi anche aggiunto uno sportellino scorrevole sopra la bascula, il dust cover, che serviva a chiudere la finestra d'espulsione dei bossoli quando il fucile non veniva utilizzato in modo da evitare che polvere, sabbia o altri corpi estranei penetrassero nel meccanismo compromettendo il funzionamento della carabina. Il dust cover doveva essere chiuso a mano una volta terminato l'utilizzo dell'arma mentre poteva essere aperto automaticamente semplicemente azionando la leva del fucile. Altro miglioramento fu una speciale sicura dietro al grilletto, per evitare spari accidentali: consisteva in una piccola sporgenza metallica, disinserita meccanicamente con la pressione della leva una volta azionata e portata in posizione di completa chiusura.
Del modello '73 sono state prodotte due versioni base, la carabina ed il fucile mentre una terza fu destinata solo all'esercito: il moschetto.
Il fucile aveva una canna da 30 pollici (76,2 cm.) che poteva essere a sezione circolare od ottagonale, legni in noce americano finiti a olio, calciolo a mezzaluna in ferro con sportello in ottone per l'inserimento della bacchetta per la pulizia nel calcio, anello da sella e tacca di mira Buck Horn. La carabina aveva una canna più corta, 24 pollici (60,96 cm.). Il moschetto aveva il calciolo dritto in ferro anch'esso con sportello per la bacchetta, gli anelli per la tracolla, la canna a sezione circolare da 30 pollici, la tacca di mira a ritto e cursore, un'astina un poco più lunga in modo da proteggere serbatoio e canna dagli urti.
Nel corso degli anni son state prodotte diverse varianti del '73, tra cui le versioni Trapper con canne più corte da 12, 14 e 16 pollici, e le ricercatissime versioni "one of hundred" (1 di 100) e "one of thousand" (1 di 1000) che presentavano particolari incisioni e finiture sulla canna e sulla bascula.

### 1876

Theodore Roosevelt con il suo modello 1876

Stante la richiesta di armi a ripetizione in calibri più potenti, la Winchester mise in produzione il modello 1876 che risultava praticamente una versione ingrandita del precedente modello 1873, in grado di camerare munizioni a polvere nera con bossolo di lunghezza di circa 50/60 mm, tra cui il 40-65 ed il 45-70 Government.

### 1886
A dieci anni dalla presentazione del modello 1876, la Winchester cercò di superarne i limiti imposti dal meccanismo di chiusura a ginocchiello e dall'elevare/espulsore a corsa verticale; J.M. Browning progettò quindi una meccanica concettualmente differente in cui l'otturatore veniva mosso direttamente da un prolungamento della leva e la chiusura avveniva tramite due chiavistelli scorrevoli che si impegnavano ai lati dell'otturatore lungo due scanalature sul fusto dell'arma.

### 1892
La versione della carabina Winchester del 1892, progettata da John Browning, è una versione in scala ridotta della mod. 1886, idonea all'impiego di munizioni di potenza intermedia a polvere infume ma con bossolo di lunghezza limitata a circa 40 mm quali i vari .44-40, .38-40, .32-20 e .25-20, ed anche cartucce molto potenti di produzione recente come le .357 Magnum, le .44 Magnum e le .454 Casull,.

### 1894

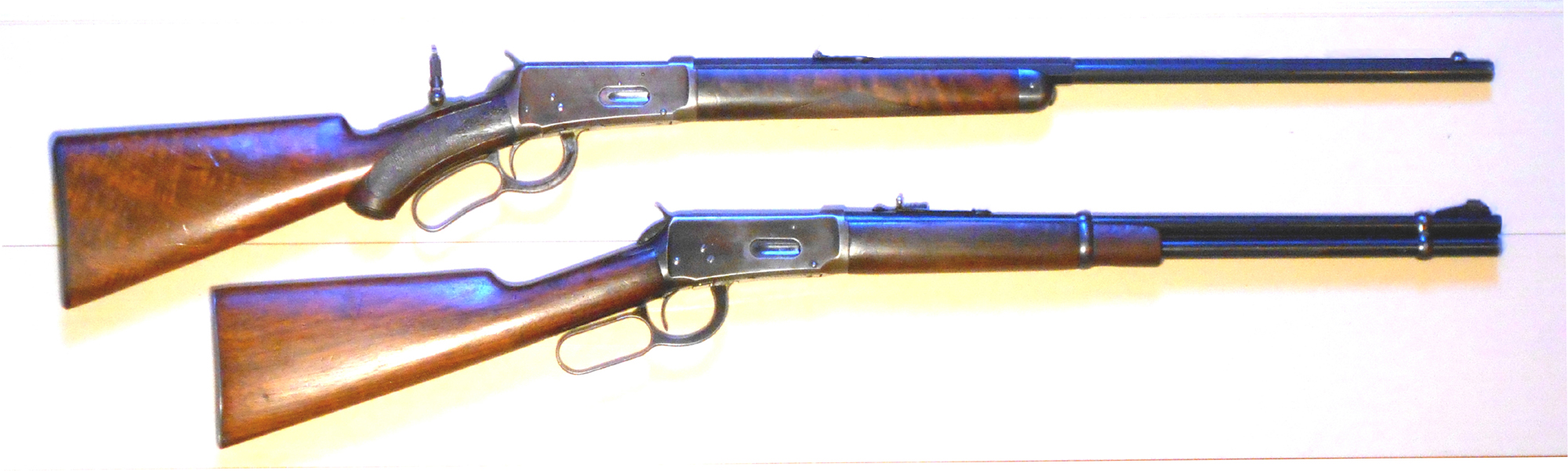
Winchester mod. 1894

Questa versione, anch'essa progettata da John Browning, è esteticamente assai simile al modello precedente ma fu calibrata, secondo la tendenza alla riduzione dei calibri in favore di un aumento della velocità, nel .30-30 Winchester e più tardi in altri calibri come il .25-35 WCF, il .32-40 WCF, il .32 Winchester Special ed il .38-55 Winchester. Per consentire l'utilizzo di munizioni con bossolo di lunghezza di 2 pollici (51 mm), la leva venne imperniata su un piano mobile.di sotto alla carcassa ed il sistema di chiusura fu modificato applicando un unico chiavistello posteriore che si abbassava per liberare l'otturatore e si rialzava per bloccarlo in chiusura, vincolato alla parte posteriore del piano mobile. Il chiavistello porta con sé una parte del percussore in modo da impedire partenze accidentali del colpo se l'otturatore non è perfettamente chiuso e bloccato

### 1895
La meccanica modello 1895 ha visto l'abolizione del serbatoio tubolare parallelo alla canna, sostituito da un serbatoio prismatico (sempre inamovibile) posto davanti al grilletto. la meccanica permetteva di gestire munizioni a polvere infume con bossoli di lunghezza attorno ai 2 pollici (51 mm) tra cui, oltre al citato 30-30 WCF, anche il 405 Winchester ideato appositamente per quest'arma.

### 1915
Nel 1915 l'esercito imperiale russo commissionò alla fabbrica americana la produzione di questa carabina in 300.000 esemplari per dotarne le proprie forze di fanteria afflitte da una pesante penuria di fucili. Rispetto alle precedenti versioni, il modello russo implementava due blocchetti montati sulla parte posteriore della scatola di culatta che svolgevano la funzione di guida per la lastrina di caricamento ed adottava un tipo di munizione differente, in calibro 7.62x54R. Oltre ai fucili, vennero fornite anche le relative baionette.

## Nell'arte
- In ambito videoludico, la carabina Winchester compare nei videogiochi Resident Evil 3 (in versione 1892)[3], 'Red Dead Redemption (in versione Herny e 1892) e Red Dead Redemption 2 (in versione Herny e 1866). Il Winchester compare anche nel videogioco Six Guns sotto il nome di "Fucile a Ripetizione".
- In ambito cinematografico, la carabina Winchester compare in Planet Terror (in versione 1894), Winchester '73 (in versione 1873 One of one thousand) e L'ultimo samurai (in versione 1873).
- In ambito fumettistico, la carabina Winchester mod. 1873 è usata da Tex Willer e Kit Carson nel fumetto Tex.
- In ambito musicale è stata citata nella canzone Un Dio Personale di Salmo e nella canzone Don Medellín
- In ambito musicale è stata citata nella canzone Sergio Leone dei Colle Der Fomento.
- In ambito musicale è stata citata nello Skit Pi Esse dell'album Exuvia di Caparezza